# 1995 GY7
1995 GY7, também escrito como 1995 GY7, é um objeto transnetuniano (TNO) que está localizado no cinturão de Kuiper, uma região do Sistema Solar. Ele é classificado como um cubewano. Ele possui uma magnitude absoluta (H) de 7,5 e, tem um diâmetro estimado com cerca de 139 km, por isso é pouco provável que possa ser classificado como um planeta anão, devido ao seu tamanho relativamente pequeno.

## Descoberta
1995 GY7 foi descoberto no dia 06 de abril de 1995 pelo astrônomo C.-I. Lagerkvist.

## Órbita
A órbita de 1995 GY7 tem uma excentricidade de 0.000 e possui um semieixo maior de 41.347 UA. O seu periélio leva o mesmo a uma distância de 41.347 UA em relação ao Sol e seu afélio a 41.347.